# Eckville
Eckville is een plaats (town) in de Canadese provincie Alberta en telt 951 inwoners (2006).